# Philotheca gardneri
Philotheca gardneri är en vinruteväxtart. Philotheca gardneri ingår i släktet Philotheca och familjen vinruteväxter.

## Underarter
Arten delas in i följande underarter:
- P. g. gardneri
- P. g. globosa